# Maâtz
Maâtz település Franciaországban, Haute-Marne megyében. Lakosainak száma 71 fő (2022. január 1.). Maâtz Chassigny, Coublanc, Dommarien, Grandchamp, Rivières-le-Bois és Saint-Broingt-le-Bois községekkel határos.

## Népesség
A település népességének változása:
| Lakosok száma | 145  | 132  | 107  | 82   | 85   | 79   | 75   | 73   | 72   | 71   |
|               | 1968 | 1982 | 1990 | 2006 | 2013 | 2015 | 2017 | 2019 | 2020 | 2022 |